# Clubiona linea
Espèce
Clubiona linea est une espèce d'araignées aranéomorphes de la famille des Clubionidae.

## Distribution
Cette espèce est endémique du Fujian en Chine,.

## Publication originale
- Xie, Yin, Yan & Kim, 1996 : Two new species of the family Clubionidae from China (Arachnida: Araneae). Korean Arachnology, vol. 12, no 1, p. 97-101.